# Val-de-Moder
Val-de-Moder község Franciaország Grand Est régiójában, Bas-Rhin megyében. Új községként 2016. január 1-jén jött létre Pfaffenhoffen, Uberach és La Walck korábbi község egyesítésével. 2019. január 1-jén Ringeldorf is egyesült az új községgel.

## Népesség
| Lakosok száma | 5096 | 5068 | 5040 | 5012 | 5031 | 5047 |
|               | 2017 | 2018 | 2019 | 2020 | 2021 | 2022 |